# 土湯温泉16号源泉バイナリー発電所
土湯温泉16号源泉バイナリー発電所（つちゆおんせん16ごうげんせんバイナリーはつでんしょ）は、福島県福島市土湯温泉町にある地熱発電所である。運営は再生可能エネルギーを通し温泉街の活性化を目指す株式会社元気アップつちゆの100％子会社、つちゆ温泉エナジー株式会社。

## 概要
土湯温泉は福島市街地から西に16ｋｍの地点にあり、磐梯朝日国立公園に属し国民保養温泉地として指定されていたが、東日本大震災と東京電力福島第一原子力発電所事故による風評被害により、旅館の廃業が相次ぐ大きな被害を受けた。この状況からの温泉地の復興のための方法を旅館関係者などが検討していたところ、従来より地下水を加水して温泉街に供給している高温の源泉の熱エネルギーを有効に活用できることからバイナリー地熱発電が計画された。
土湯温泉の16号源泉から湧き出る139度の温泉水を蒸気と熱水に分離してから、熱水で低沸点媒体（ペンタン）の温度を上げたうえで蒸気の熱で蒸発させるバイナリー方式の地熱発電所である。媒体の冷却には近くの低温（約10℃）の湧き水を用いており、発電後は温泉水を冷却用の湧水で加水した後に温泉街に供給している。発電設備は米国オーマット・テクノロジーが開発したバイナリーシステムを用いた発電装置である。発電能力は400kWで、年間発電量は260万kWh（キロワット時）を計画しており、年間3600kWh（一般家庭720世帯分）の電力を供給することができる。発電した電力は補機動力を除いた余剰電力350kW分を固定価格買取制度で東北電力へ売電する。買取価格は1kWhあたり40円（税抜）で、年間の売電収入は約9000万円を見込んでいる。買取期間は15年間。この事業では地熱発電としては初めてJOGMEC（石油天然ガス・金属鉱物資源機構）の債務保証が行われた。

## 発電設備
- 発電出力：約400kW
- 竣工：2015年（平成27年）11月20日
- 施工：JFEエンジニアリング
- 冷却水取水工事：三井金属エンジニアリング

## 二次利用
同様のプロジェクトで既存の東鴉川砂防堰堤を利用し建設された東鴉川水力発電所とともに、自然だけでなく再生可能エネルギーを利用した発電施設を見学するエコツーリズムツアーが行われている。
湧き水を利用し、冷却に用いた排水を使ってオニテナガエビの養殖が開始されており、将来的に温泉旅館への提供や釣り堀の整備が見込まれている。